# Crematogaster laurenti
Crematogaster laurenti är en myrart som beskrevs av Auguste-Henri Forel 1909. Crematogaster laurenti ingår i släktet Crematogaster och familjen myror.

## Underarter
Arten delas in i följande underarter:
- C. l. laurenti
- C. l. zeta